# Corona (mecanismo)

Animación de dos engranajes: corona (derecha) y piñón (izquierda).

Cadena de rodillos y corona.

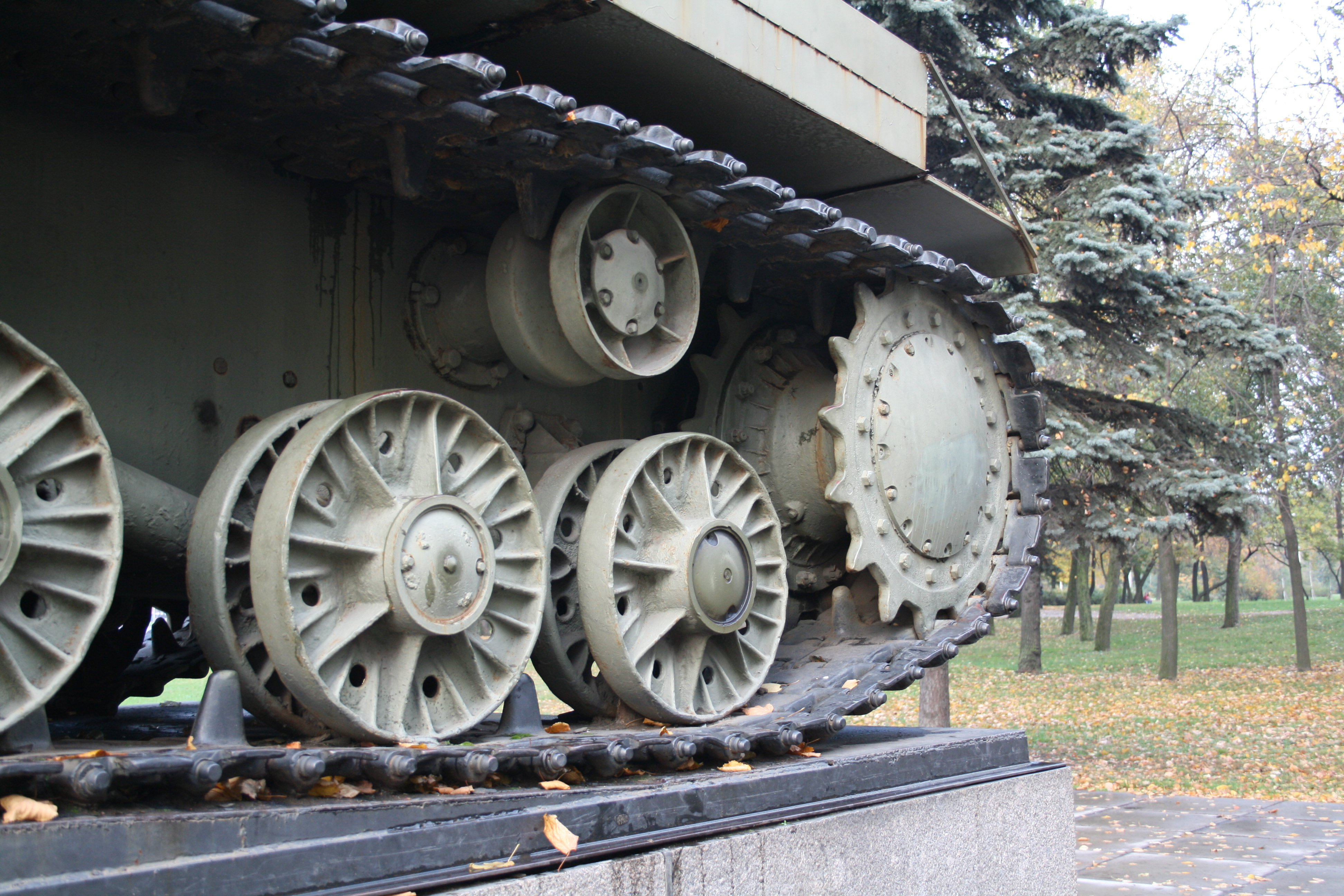
Corona motriz de una oruga de un tanque.

En un mecanismo, una corona, plato o estrella es un elemento dentado utilizado en transmisiones, sea en un engranaje o en una transmisión por cadena o transmisión por correa dentada. En contraposición con un piñón, se denomina corona a la rueda dentada de mayor tamaño, y por tanto, de mayor número de dientes de cada etapa de reducción o de multiplicación de velocidad. 
En el caso de formar parte de un mecanismo reductor de velocidad (en el que el eje de salida gira más despacio que el eje de entrada), como la caja de velocidades de un automóvil, la corona es una rueda conducida. En cambio, en un mecanismo multiplicador de velocidad (en el que el eje de salida gira más deprisa que el eje de entrada), como en la transmisión de una bicicleta, la corona es la rueda motriz.
Se denomina también corona a una herramienta de corte utilizada para realizar agujeros de gran diámetro y longitud.

## Corona de engranaje
Puede ser de muchos diseños distintos según sus dientes: hipoides, recto, oblicuo, doble oblicuo o helicoidal. En el caso de un dentado helicoidal, la corona puede formar un engranaje helicoidal, con otra rueda con dentado helicoidal, o un engranaje de tornillo sin fin.